# Strophurus
Strophurus — рід геконоподібних ящірок родини диплодактилідів (Diplodactylidae). Представники цього роду є ендеміками Австралії.

## Опис
Гекони з роду Strophurus досягають довжини 80—130 мм (враховуючи хвіст). Луска на тілі в них, як правило, дрібна та округла, серед якої іноді зустрічаються збільшені луски та м'які шипи.
Усі представники цього роду мають унікальний захисний механізм: здатність викидати з хвоста нешкідливу рідину з неприємним запахом, яка може утворювати легкозаймисту речовину при змішуванні з аміаком. Ця рідина використовується для відлякування птахів, коли представники роду Strophurus сидять у чагарниках протягом всього дня, що незвично для інших геконів. У деяких представників роду немає шипів і збільшеної луски, тоді як представники іншої підгрупи мають шипи на хвості та інших частинах тіла.
Гекони з роду Strophurus живуть серед чагарників і купин трави, але іноді вони сходять на землю, щоб зігрітися або спаровуватися. Така поведінка особливо помітна у вагітних самок, які використовують додаткове тепло каменів і доріг, щоб сприяти розвитку двох яєць, які вони виношують.

## Види
Рід Strophurus нараховує 21 вид:
- Strophurus assimilis (Storr, 1988)
- Strophurus ciliaris (Boulenger, 1885)
- Strophurus congoo Vanderduys, 2016
- Strophurus elderi (Stirling & Zietz, 1893)
- Strophurus horneri (P. Oliver & Parkin, 2014)
- Strophurus intermedius (Ogilby, 1892)
- Strophurus jeanae (Storr, 1988)
- Strophurus krisalys Sadlier, O'Meally, & Shea, 2005
- Strophurus mcmillani (Storr, 1978)
- Strophurus michaelseni (Werner, 1910)
- Strophurus rankini (Storr, 1979)
- Strophurus robinsoni (L.A. Smith, 1995)
- Strophurus spinigerus (Gray, 1842)
- Strophurus spinula Sadlier, Beatson, Brennan & Bauer, 2023
- Strophurus strophurus (A.M.C. Duméril & Bibron, 1836)
- Strophurus taeniatus (Lönnberg & Andersson, 1913)
- Strophurus taenicauda (De Vis, 1886)
- Strophurus trux Vanderduys, 2017
- Strophurus wellingtonae (Storr, 1988)
- Strophurus williamsi (Kluge, 1963)
- Strophurus wilsoni (Storr, 1983)

## Етимологія
Наукова назва роду Strophurus походить від сполучення слів дав.-гр. στροφος — скручений і ουρα — хвіст.